# Liste der Naturdenkmale in Pfedelbach
| Naturdenkmale | Anzahl |
| ------------- | ------ |
| FND           | 5      |
| END           | 4      |
| Gesamt        | 9      |

Die Liste der Naturdenkmale in Pfedelbach nennt die verordneten Naturdenkmale (ND) der im baden-württembergischen Hohenlohekreis liegenden Gemeinde Pfedelbach. In Pfedelbach gibt es insgesamt neun als Naturdenkmal geschützte Objekte, davon fünf flächenhafte Naturdenkmale (FND) und vier Einzelgebilde-Naturdenkmale (END).
Stand: 1. November 2016.

## Flächenhafte Naturdenkmale (FND)
| Name                                      | Bild | Kennung     | Einzelheiten           | Position | Fläche Hektar | Datum         |
| ----------------------------------------- | ---- | ----------- | ---------------------- | -------- | ------------- | ------------- |
| Feuchtgebiet entlang des Windischenbaches | BW   | 81260690010 | Pfedelbach             | ⊙        | 4,6           | 25. Mai 1992  |
| Märzenbecherstandort                      | BW   | 81260690002 | Pfedelbach             | ⊙        | 2,4           | 21. Jan. 1982 |
| See mit 2 Eichen                          | BW   | 81260690004 | Pfedelbach             | ⊙        | 0,4           | 9. Nov. 1984  |
| Steilhang mit Landhegparzelle             | BW   | 81260690009 | Pfedelbach, Michelfeld | ⊙        | 2,3           | 30. Sep. 1988 |
| 3 Feuchtflächen teilw. mit Gehölz         | BW   | 81260690006 | Pfedelbach             | ⊙        | 0,3           | 24. Apr. 1989 |
| Legende für Naturdenkmal                  |      |             |                        |          |               |               |

## Einzelgebilde (END)
| Name                     | Bild | Kennung     | Einzelheiten | Position | Fläche Hektar | Datum         |
| ------------------------ | ---- | ----------- | ------------ | -------- | ------------- | ------------- |
| 1 Eiche                  | BW   | 81260690005 | Pfedelbach   | ⊙        | 0,0           | 9. Nov. 1984  |
| 1 Linde                  | BW   | 81260690001 | Pfedelbach   | ⊙        | 0,0           | 22. Apr. 1980 |
| 1 Linde                  | BW   | 81260690003 | Pfedelbach   | ⊙        | 0,0           | 9. Nov. 1984  |
| 1 Mostbirnenbaum         | BW   | 81260690008 | Pfedelbach   | ⊙        | 0,0           | 24. Apr. 1989 |
| Legende für Naturdenkmal |      |             |              |          |               |               |